# Émilie Rigaud
 (juillet 2024).
Émilie Rigaud, née en 1985, est une graphiste et créatrice de caractères française. Elle est reconnue pour la création de son caractère Coline qui entre les collections du Centre national des arts plastiques en 2014.

## Biographie
Émilie Rigaud naît en 1985. Après avoir obtenu un master en design graphique à l’École nationale supérieure des arts décoratifs de Paris, elle se spécialise en design typographique à l’Université de Reading au Royaume-Uni,. À travers sa pratique, elle défend « des caractères alliant expressivité plastique et rigueur de fabrication ».
Elle est notamment reconnue pour son caractère Coline pensé pour les contraintes en dimensions du livre de poche et utilisé notablement au Québec. Publiée en 2009, la famille du Coline est inspirée par les travaux du typographe français Simon de Colines.
Travaillant un temps pour les éditions Xavier Barral, elle décide de se lancer en indépendante avec la création de sa fonderie typographique A is for fonts qu'elle a créée à Paris en 2010, dans un premier temps nommée A is for apple.
En 2014, le Centre national des arts plastiques fait l'acquisition des documents, dessins, collages, notes et fichiers numériques de toutes les étapes de réalisation ayant servi au développement du caractère Coline.
Outre son travail de création de caractères, elle enseigne à l'Atelier national de recherche typographique depuis 2013 à Nancy. Elle étudie aussi l'histoire de la typographie japonaise dans le cadre d'un contrat doctoral commencé en octobre 2019 à l'Institut national des langues et civilisations orientales (INALCO) au sein de l'équipe de l'Institut français de recherche sur l'Asie de l'Est (IFRAE),.

## Caractères
- Coline (2008-2009)
- Grotesque 6 (2010)
- Jaakko (2011)
- David (2014)
- Tongari (2017)
- Naoko (2019)
- Pachinko (2020)
- Olympe (2021)
- Caliste (2023)

## Distinctions
En 2011, son caractère Coline reçoit le prix du design typographique du Tokyo Type Directors Club. Elle est aussi lauréate 2020 de la Villa Kujoyama avec son projet Création d’une police de caractères à cursivité variable : de la calligraphie à la typographie,. Elle est invitée à l'édition 2022 de la Journée romande de la typographie.